# Rue Jacques-Louvel-Tessier
La rue Jacques-Louvel-Tessier est une rue du 10e arrondissement de Paris,

## Situation et accès

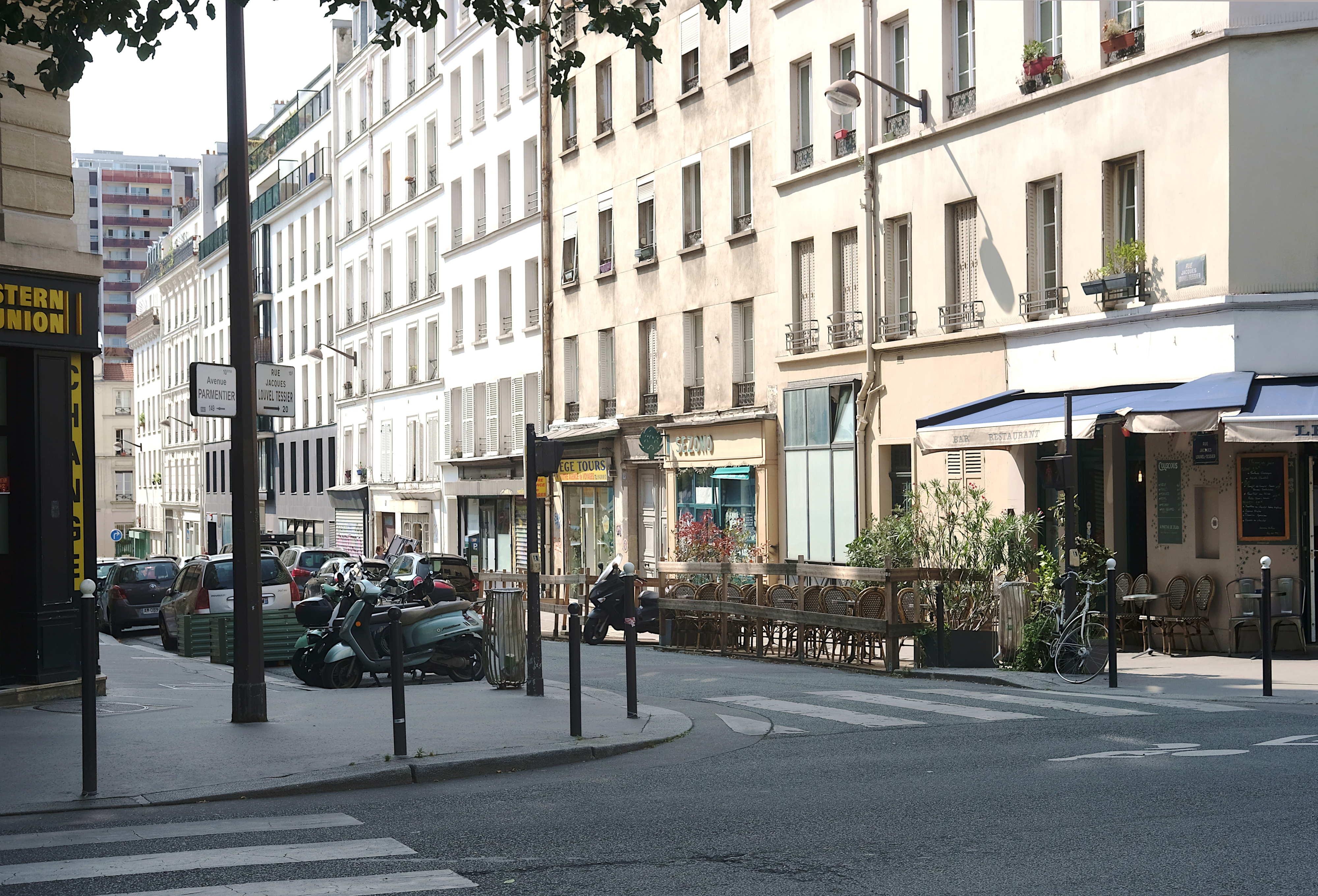
La rue vue depuis l'avenue Parmentier (août 2024).

Longue de 257 m et large 13 m, elle est située entre la rue Bichat et la rue Saint-Maur.

## Origine du nom
La rue doit son nom à Jacques Louvel (1924-1944), jeune résistant fusillé par les Allemands en 1944 à Alençon, qui habitait à proximité, au 196, rue Saint-Maur.

## Historique
Une ordonnance royale du 27 septembre 1826 a autorisé l'administration des hospices et M. Corbeau, propriétaire, à ouvrir sur leurs terrains une rue de 13 mètres de largeur destinée à communiquer entre les rues Bichat et Saint-Maur, sous le nom de « rue Corbeau ». Cette autorisation a été accordée à la charge par les impétrants : 
- de livrer gratuitement à la voie publique le terrain nécessaire à ce percement ;
- d'établir, de chaque côté de la nouvelle rue, des trottoirs en pierre dure de 2 mètres de largeur ;
- de supporter les frais de premier établissement du pavage et de l'éclairage ;
- ainsi que ceux des travaux à faire pour l'écoulement souterrain, ou à ciel ouvert, des eaux pluviales ménagères ;
- enfin, de se conformer aux lois et règlements sur la voirie de Paris.

Ce percement fut immédiatement exécuté et la voie reçut, en 1830, le nom de « rue Corbeau », avant de prendre sa dénomination actuelle le 8 juin 1946.

## Bâtiments remarquables et lieux de mémoire

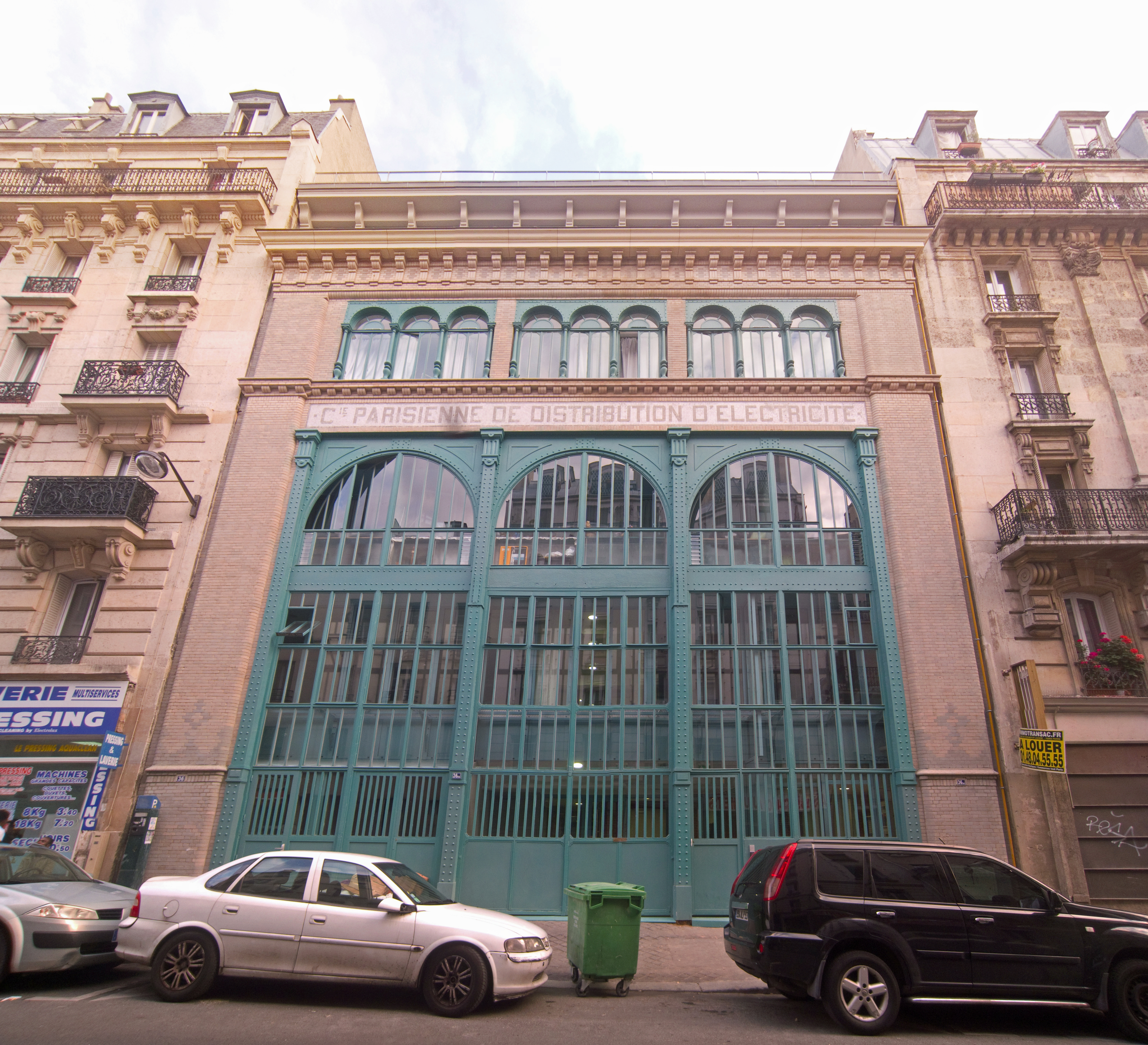
Sous-station Temple située dans la rue.

- Nos 5-7 : emplacement de l'ancien taudis sis dans cette rue (ou 5-7, rue Corbeau).
- No 11 : immeuble dans lequel Roland Topor vécut dans son enfance.
- No 27 : immeuble industriel, anciennement siège de la Lithographie parisienne, association d'ouvriers lithographes, fondée en 1866.
- No 36 : centre de l'association Emmaüs Solidarité, abrité dans une ancienne sous-station électrique du métro parisien, construite par l'architecte Paul Friesé ; la façade est inscrite aux monuments historiques depuis le 5 août 1992[3].